# 中島美嘉
中島美嘉（日语：／ Nakashima Mika ?，1983年2月19日—）是日本歌手與演員，鹿兒島縣日置市伊集院町出身，所屬經紀公司為True Project，所屬唱片公司則為日本索尼音樂娛樂。
中島美嘉於2001年以主演日劇《新宿傷痕戀歌》及單曲《STARS》出道。其美豔的外型及神秘感等個人風格，使中島美嘉成為2000年代的日本代表歌姬之一。中島美嘉在影壇也相當活躍，曾獲得不少獎項的肯定。2005年中島美嘉主演電影《NANA》，成為該年日本國片年度票房冠軍更引起一股風潮。而隨著電影在各國的發行，更讓中島的人氣直線上升，聲勢遍及全亞洲。
中島美嘉的歌曲以曲風多元著名，諸如搖滾、雷鬼、爵士等曲風，再加以她獨特的唱腔及裸足演唱的習慣，在日本樂壇獨樹一格；其中又以情歌最為著名，她的《STARS》、《WILL》、《雪の華》、《櫻花紛飛時》、《看不見的星星》、《LIFE》、《ORION》、《ALWAYS》、《曾經我也想過一了百了》等著名抒情歌，無論是在日本，或是亞洲各地，皆獲得眾多好評。值得一提的是，2003年以後所發行的歌曲大都由中島美嘉本人作詞。

## 經歷

### 1983年－2001年：童年與出道
中島美嘉出生於九州，在鹿兒島縣日置市長大，有兩個姐姐，從小便接觸演歌以及日本傳統舞蹈。初中時開始染髮、化妝、改造制服，也曾經翹課跑去喜歡的男生的學校。曾經有一個學期沒去學校，所以成績單是全空白。初中2年級時因受到校園欺凌事件而轉至鹿兒島市天保山中學繼續學業。但畢業後沒上高中，而是在當地速食店打工約一年。15歲的時候, 搬到福岡縣福岡市與多人合租公寓，時常來回福岡與鹿兒島。此時已經接受了一些試鏡，不過是以模特兒的身分，並非歌手，但所有的甄試都落選。2000年的秋天，在接受一些模特兒試鏡的同時立志成為歌手，決定向索尼音樂娛樂寄出試唱帶。
2001年，唱片公司職員聽過中島寄送的試唱帶後，推薦她於日本索尼音樂與富士電視台舉行的聯合選秀「SONY AUDITION」中登場，結果於選秀中合格。其後獲參加電視劇女主角的選拔，於3000名參加者中脫穎而出，獲得成為富士電視台連續劇《新宿傷痕戀歌》女主角的資格，並演唱劇集的主題曲《STARS》作為歌手出道作品，以歌手與演員雙重身份出道。2001年11月7日，出道單曲《STARS》發行後大賣超過46萬張，成為她至今實體銷量最高的單曲，並一躍成為全國注目的新人歌手。

### 2002年－2003年：《TRUE》與《LØVE》
踏入2002年後，她參演了連續劇《私家偵探濱麥克》的角色，並發行了《CRESCENT MOON》、《ONE SURVIVE》、《Helpless Rain》《WILL》多張單曲。其中《WILL》作為富士電視台連續劇《天體觀測》主題曲，再度受到注意。期間她也在3月展開首次個人演唱會「Mika Nakashima First Premium Live 2002」，總共演出5場。8月28日，她發行了出道後首張錄音室專輯《TRUE 唯美生存》，歌曲風格受到夜店音樂的影響。專輯發行首週登上ORICON公信榜冠軍，銷量其後突破百萬張。11月7日，她發行了首張迷你專輯《RESISTANCE 無懈可擊》，並於ORICON公信榜奪下連續兩週冠軍。她也在同月作為日本代表參與日韓交流演唱會。同年年底橫掃包括日本唱片大獎、日本有線大獎，以及「ALL JAPAN點播獎」等多個音樂頒獎禮的最佳新人獎，並首度獲邀登上《NHK紅白歌合戰》的舞台。
2003年1月舉行首個全國巡迴演唱會「Mika Nakashima The First Tour 2003」，全場共17,000張門票前天公開發售時，於短短三分鐘便被搶購一空。其後她陸續推出了《我愛你》、《Love Addict》、《接吻》、《FIND THE WAY》等多張單曲，並於9月上映了首部主演電影《偶遇極惡少年》。10月發行第專輯先行單曲《雪花》，此曲引起全日本甚至其他亞洲國家的熱烈迴響，也被許多外國歌手翻唱，是其本人最廣為人知的一首代表性歌曲，也讓中島登上日本歌姬地位的最高峰。11月6日發行專輯《LØVE 愛無止境》，專輯融入爵士樂、雷鬼與靈魂樂等不同曲風，受到大眾的正面評價。此專輯首週空降並蟬聯ORICON公信榜雙週冠軍，於發行一個月後順利突破百萬，總銷量累計超過140萬張，成為中島至今最暢銷的專輯。這張專輯不僅在日本，在韓國也有很好的銷售成績，為韓國首張突破五萬張的日文專輯。年底亦在第45屆日本唱片大獎中，獲得「最佳專輯」、「金賞」以及「作詞賞」多個獎項。

### 2004年－2006年：《MUSIC》與電影《NANA》系列
2004年，她先後發行了單曲《SEVEN》、《火鳥》與《LEGEND》，其中《LEGEND》原本僅以手機付費下載，創下六小時內5,000人次下載紀錄，獲得熱烈迴響。期間她亦展開全國巡迴演唱會「MIKA NAKASHIMA concert tour 2004 "LØVE"」，以及名為「爽健美茶限定 中島美嘉 Beautiful Live 2004」的招待限定演唱會，與知名小提琴家葉加瀨太郎合作。接著於9月發行與葉加瀨太郎合作的限定迷你專輯《朦朧月夜～祈願》，發行當日隨即售鑿。2005年2月2日，發行了專輯先行單曲《櫻花紛飛時》，為其首支以櫻花為名的歌曲，獲得廣大迴響。3月9日發行專輯《MUSIC 完美嘉音》，除了以往涉獵的曲風外，中島亦首次演唱搖滾樂歌曲。專輯發行後連續兩週盤據ORICON公信榜冠軍。她其後於5月發行專輯的重發單曲《一個人》，為2003年經典抒情單曲《雪花》的續篇，並展開全國巡迴演唱會「MIKA NAKASHIMA LET'S MUSIC TOUR 2005」。
2005年9月3日，主演由矢澤愛原著漫畫改編的電影《NANA》正式上映。電影票房收入達到40,3億日元，排在該年公映電影的第4位，引發全亞洲的NANA熱潮。其後憑電影獲得了第29屆日本電影金像獎的最佳女演員以及最佳新人賞。同時，以電影中演出角色NANA starring MIKA NAKASHIMA為名所發行的搖滾風格電影主題曲《GLAMOROUS SKY》，首次獲得ORICON公信榜單曲雙週冠軍。歌曲其後成為ORICON年終單曲榜前10名中唯一進榜的女歌手單曲，總銷量突破44萬張。12月推出了首張精選輯《BEST 最嘉精選》，首週以48萬張銷量登上ORICON公信榜冠軍，創下個人最高紀錄，並於發行一個月後突破百萬張，總銷量累計超過120萬張。同時進入2006年ORICON公信榜年終專輯榜第6名。而在韓國亦售出超過3萬張。
2006年，她先後推出幾張遠離流行音樂的單曲，包括藍調曲風的《CRY NO MORE》、靈魂樂風格的《ALL HANDS TOGETHER》以及雷鬼曲風的《MY SUGAR CAT》，其中《CRY NO MORE》遠赴美國田納西州孟菲斯市拍攝音樂錄影帶，更獲得當地榮譽市民的名譽。而《ALL HANDS TOGETHER》的部分銷售收入的捐助紐奧良的災後重建工作。12月9日，主演的電影《NANA 2》上映，同樣以NANA starring MIKA NAKASHIMA身分發行主題曲《一色》以及專輯《THE END》。年末的時候，她連續第五年登上紅白歌合戰，也是最後一次以主演電影角色「NANA」演唱《一色》，正式與NANA形象畫下句點。

### 2007年－2008年：《YES》與《VOICE》
2007年2月21日，發行久睽的抒情單曲《看不見的星星》，作為即將發行的第四張錄音室專輯先行單曲。她在3月14日推出單曲《真實的自我》與專輯《YES 愛的諾言》，專輯主要以靈魂樂等黑人音樂為主。她亦在4月起舉行相隔兩年的全國巡迴演唱會「MIKA NAKASHIMA CONCERT TOUR 2007 YES MY JOY」。其後她陸續發行《LIFE》、《永遠的詩》、《SAKURA～櫻花霧海～》以及與「森三中」組成的限定女子搖滾團體「MICA 3 CHU」（中島美嘉 x 森三中）名義發行的《I DON'T KNOW》多張單曲。其中《LIFE》獲得熱烈回響，在實體單曲發行約一個月前開放手機音樂下載，數日內下載量即高達25,000首，實體單曲總銷量突破10萬張。
2008年3月，獲選為音樂雜誌「滾石」《Rolling Stone》日本版封面人物，成為該雜誌創刊以來首位登上封面的日本歌手。11月12日發行第27張單曲《ORION》。此曲也獲選為TBS電視台連續劇《流星之絆》插曲，本人也在相隔6年後再度參與日劇的演出。歌曲發行後的線上下載成績優異，成為中島首支獲得單曲下載百萬認證的作品。她的第五張錄音室專輯《VOICE 美聲嘉音》於同月26日發行，曲風回歸更貼近J-Pop的風格。專輯發行首週空降日本ORICON公信榜冠軍，成為自《BEST 最嘉精選》約3年以來的冠軍專輯，累積銷量亦較前作回升。

### 2009年－2010年：《STAR》與暫停活動
2009年3月4日，發行個人代言的化妝品凱婷的歌曲合輯《NO MORE RULES.》，並展開全國巡迴演唱會「MIKA NAKASHIMA CONCERT TOUR 2009 TRUST OUR VOICE」。其後她陸續發行《Over Load》、《CANDY GIRL》、《流星》以及《ALWAYS》等單曲。其中《CANDY GIRL》與服飾品牌SLY合作設計蝴蝶T恤，與單曲作限量捆綁發行，限量版於首週即告預約售罄。2010年8月25日發行單曲《最美好的自己》，並搭配為本人出演的連續劇《自戀刑警》的插曲。《最美好的自己》發行後獲得USEN排行榜連續六週冠軍，並獲得J-POP年榜冠軍。其後中島美嘉亦客串了荷里活鉅作「惡靈古堡4：陰陽界」演出，飾演日本的第一感染者，並於10月26日發行第六張錄音室專輯《STAR》，發行首週空降日本ORICON公信榜第3位。
2010年10月22日凌晨，官方網站緊急宣布中島美嘉因「耳咽管開放症」病情惡化而暫停所有演藝活動，並取消出道十週年紀念演唱會，直至休養結束為止。中島本人亦在通知中表示：「情況有所惡化，已經無法唱出讓我滿意的歌來。因此我想專心地接受治療」，並表示希望能盡快將耳患醫好，再次獻唱好歌。10月30日，中島於原訂舉行演唱會首日現身舉行場地，向歌迷親自交待病情與致歉，並向歌迷派發當晚原定演唱的曲目及舞台設計圖片。其後再於其他演唱會場次親自向歌迷致歉。

### 2011年－2013年：復出樂壇與《REAL》
2011年4月1日，中島美嘉於「MUSIC STATION 3小時特輯」相隔4個月再次亮相，並演唱新曲。其後於4月27日發行新單曲《Dear》，並搭配為井上真央主演之電影「第八日的蟬」主題曲，正式再展開音樂活動。其後展開全國巡迴演唱會「MIKA NAKASHIMA CONCERT TOUR 2011 THE ONLY STAR」。9月14日發行第34張單曲《LOVE IS ECSTASY》，並搭配為篠原涼子主演之電影「非關正義 the answer」主題曲。2012年9月，發行相隔一年的新單曲《世界末日前》，並搭配為其客串飾演東京第一個被感染的殭屍的電影「惡靈古堡：懲罰」日本版主題曲。12月5日發行第七張錄音室專輯的先行單曲《初戀》，其後於年底久睽3年第9度出場紅白歌合戰演唱同曲。
2013年1月30日，發行個人第七張原創專輯《REAL》，首週空降日本ORICON公信榜冠軍，成為自《VOICE 美聲嘉音》相隔3年半以來的冠軍專輯，並於韓國、台灣等地取得佳績。接下來，中島美嘉發行了單曲《愛詞》與《曾經我也想過一了百了》。其中《愛詞》為由知名創作女歌手中島美雪量身訂造的歌曲，而《曾經我也想過一了百了》為日本受注目搖滾團體amazarashi的秋田弘創作的歌曲。其中《曾經我也想過一了百了》發行後意外在中港台地區引起巨大回響，被廣泛認為是她後期的代表作之一。2013年5月23日，中島驚喜現身於大阪FESTIVAL HALL舉行的「中島美雪『緣會』2012～3」追加公演，作為特別嘉賓跟中島美雪合唱了《愛詞》。期間她亦展開全國巡迴演唱會「MIKA NAKASHIMA LIVE IS "REAL" 2013 ～THE LETTER 好想告訴你～」。

### 2014年－2017年：《TOUGH》
2014年3月12日，中島發行個人首張翻唱專輯《最美的收藏 ～ALL MY COVERS～》，其中新收錄的翻唱曲《溫柔的吻》亦收錄於《我與美夢成真 - DREAMS COME TRUE 25th ANNIVERSARY BEST COVERS -》中。6月4日，與加藤米莉亞合作的單曲《Fighter/Gift》發行。11月5日，發行了網羅出道至今所有單曲的絕美精選《DEARS 昂首明日》與《TEARS 留戀昨日》。2014年12月25日，事務所發表了中島與日本國家排球隊代表選手清水邦廣結婚的消息，中島亦表示「今後我會以妻子的身分支持他，並懷著感謝的心與他共築理想的幸福家庭」。2015年，中島舉行了以精選輯為主題的全國巡迴演唱會「MIKA NAKASHIMA CONCERT TOUR 2015 "THE BEST" DEARS & TEARS」，並先後發行了概念專輯《RELAXIN' 詩情話逸》以及相隔一年的單曲《花束》。
2016年年初進行《OFFICIAL BOOTLEG LIVE at SHINJUKU LOFT》、《MIKA NAKASHIMA TRIBUTE》與《MTV Unplugged》連續三個月的專輯發行，作為慶祝出道15週年的活動。其後亦發行了中島的CD合集與自傳《SONGBOOK 天邪鬼》，紀錄中島至今的心路歷程。其後舉行了全國巡迴原音樂演唱會「THE ACOUSTIC 2016 ～MIKA NAKASHIMA 1st Premium Tour～」，並於9月18日參加了「氣志團萬博2016」搖滾表演，與hyde相隔10年再次合作表演歌曲《GLAMOROUS SKY》，成為當時的話題。11月發行了相隔一年的單曲《Forget Me Not》，緊接著於12月24日與25日連續兩天在台灣台北國際會議中心舉行演唱會，成為出道以來的首次海外演唱會。
2017年2月，發行了第八張錄音室專輯的先行單曲《戀愛》。其後於3月22日發行了久睽四年的錄音室專輯《TOUGH 為愛勇敢》。她其後在同年分別發行個人第二張翻唱專輯《ROOTS ～Piano & Voice～》，以鋼琴伴奏演唱影響自己的各歌手的歌曲，以及曲調輕快的新單曲《A or B》。期間她亦舉行多個不同演唱會，包括以專輯《TOUGH 為愛勇敢》為主題的全國巡迴演唱會「MIKA NAKASHIMA FULL COURSE TOUR 2017 ～YOU WON'T LOSE～」、首次在中國大陸舉行的演唱會「Live 4 LIVE 尖叫現場·中島美嘉2017中國巡演」，以及小型巡迴演唱會「中島美嘉 Premium Live 2017」。

### 2018年－2020年：《JOKER》
2018年2月2日，中島宣布與清水邦廣結束超過三年的婚姻。其後她在翌月發行新單曲《KISS OF DEATH》，歌曲由hyde創作兼製作，成為中島自《GLAMOROUS SKY》後再獲對方獻曲的作品。單曲發行後僅憑首週便超越前作累積銷量，其後成為中島在Spotify上播放量最高的歌曲，也是她後期的代表作之一。她亦在同年舉行小型巡迴演唱會「MIKA NAKASHIMA PREMIUM LIVE TOUR 2018」，搭配同期發行的自我翻唱專輯《PORTRAIT ～Piano & Voice～》。她也舉行首次晚餐秀「Mika Nakashima Premium Dining Live 2018 ～Portrait Land～」，並再次舉行台灣限定演唱會「MIKA NAKASHIMA SPECIAL LIVE IN TAIPEI 2018」。
2019年，為配合《雪花》發行15週年以及同名電影同名電影的上映，中島推出多項歌曲的宣傳活動，刺激歌曲熱度重新上升並打進多個榜單。她亦推出《雪花15週年紀念精選「BIBLE」》，發行後最高登上ORICON公信榜的日榜冠軍。其後她也再次舉行與土屋公平合作的樂團演唱會「MIKA RANMARU TOUR 2019」，以及小型巡迴演唱會「Mika Nakashima Premium Tour 2019」，並在年底主演舞台劇《Innocent Musicale》。她在2020年以舞台劇角色「Marie starring MIKA NAKASHIMA」名義發行單曲《Innocent Rouge》，其後相隔超過三年半的第九張錄音室專輯《JOKER》。

### 2021年至今：《I》與自主製作
2021年，她舉行全國巡迴演唱會「MIKA NAKASHIMA CONCERT TOUR 2021 JOKER」，以及推出新單曲《SYMPHONIA/想知道的，不想知道的》。她其後在年底再次推出翻唱專輯《MESSAGE ～Piano & Voice～》，並宣布由於在嚴重特殊傳染性肺炎疫情期間的充分休息，使听力已经基本恢复。2022年，她推出首張自主製作專輯《I》，並同時參與所有收錄曲創作。專輯融入流行搖滾、斯卡與迪斯科等多元曲風，她也憑此涉獵創作歌手與音樂製作人的工作。專輯的全國巡迴演唱會「MIKA NAKASHIMA CONCERT TOUR 2022『 I 』」在同年展開，期間她也推出新單曲《Wish》。
踏入2023年，她繼續推出參與創作的新單曲《Beyond》及《We are all stars》，並在40歲生日當天宣布與大2歲的吉他手馬谷勇結婚。她也在同年舉行小型巡迴演唱會「Mika Nakashima Premium Live Tour 2023」與全國巡迴演唱會「MIKA NAKASHIMA CONCERT TOUR 2023 YOU」。她在2024年相繼發行參與創作的新單曲《MISSION》，以及由知名音樂製作人小室哲哉製作的電影版《機動戰士GUNDAM SEED FREEDOM》插曲《望鄉》。期間她也分別在香港以及中國大陸展開演唱會「MIKA NAKASHIMA CONCERT 2024 YOU」。

## 個人生活
2014年12月25日，中島美嘉通過經紀公司宣布與日本國家排球隊清水邦廣登記結婚，後於2018年2月2日離婚。2023年2月19日宣布與大2歲的吉他手馬谷勇結婚。

## 作品
以下中文資料以台灣索尼音樂的官方版本為主。

### 單曲
| 順序 | 發行日期       | 曲名                                                                  | 詞曲                                                                  | 銷售排行 | 備註 |
| ---- | -------------- | --------------------------------------------------------------------- | --------------------------------------------------------------------- | -------- | --- |
| 1st  | 2001年11月7日  | STARS                                                                 | 作詞：秋元康 作曲：川口大輔 編曲：冨田恵一                            | 3        | 富士電視台連續劇《新宿傷痕戀歌》主題曲 c/w「TEARS（如雪花般飛舞...）」                                                                               |
| 2nd  | 2002年2月6日   | CRESCENT MOON                                                         | 作詞：松本隆 作曲：大野宏明 編曲：田中義人                            | 4        | 10萬張完全限定版 c/w「DESTINY'S LOTUS」 「AMAZING GRACE」                                                                                            |
| 3rd  | 2002年3月6日   | 唯美生存                                                              | 作詞：吉田美奈子 作曲：T2ya 編曲：オーダッシュ                        | 8        | Kodak「MAX beauty」廣告曲 c/w「TRUE EYES」 |
| 4th  | 2002年5月15日  | Helpless Rain                                                         | 作詞：おちまさと 作曲：shinya（three tight b） 編曲：今井大介         | 8        | La Parler廣告曲 |
| 5th  | 2002年8月7日   | WILL                                                                  | 作詞：秋元康 作曲：川口大輔 編曲：富田恵一                            | 3        | 關西電視台連續劇《天體觀測》主題曲 c/w「Just trust in our love」                                                                                     |
| 6th  | 2003年1月29日  | 我愛你                                                                | 作詞：H 作曲：H 編曲：shinya（three tight b）                         | 4        | c/w「marionette」「The Rose」 |
| 7th  | 2003年4月9日   | 戀愛依存症                                                            | 作詞：中島美嘉 作曲：大沢伸一 編曲：大沢伸一                          | 5        | Kanebo KATE廣告曲 c/w「Be in Silence」 |
| 8th  | 2003年6月25日  | 接吻                                                                  | 作詞：田島貴男 作曲：田島貴男 編曲：森俊也                            | 4        | 5萬張完全限定版 |
| 9th  | 2003年8月6日   | FIND THE WAY                                                          | 作詞：中島美嘉 作曲：Lori Fine（COLDFEET） 編曲：島健                 | 4        | 每日放送 TBS動畫「機動戰士鋼彈SEED」 第4季片尾曲 |
| 10th | 2003年10月1日  | 雪花                                                                  | 作詞：Satomi 作曲：松本良喜 編曲：松本良喜                            | 3        | 明治製果「boda」廣告曲 明治製果「galbo」廣告曲 |
| 11th | 2004年4月7日   | SEVEN                                                                 | 作詞：中島美嘉 作曲：Lori Fine（COLDFEET） 編曲：COLDFEET             | 3        | Kanebo KATE廣告曲 c/w「Venus In The Dark」 |
| 12th | 2004年6月2日   | 火鳥                                                                  | 作詞：湯川れい子 作曲：内池秀和 編曲：富田恵一                        | 9        | NHK動畫《火鳥》主題曲 c/w「Missing」 |
| 13th | 2004年10月20日 | 傳說                                                                  | 作詞：中島美嘉 作曲：岡野泰也 編曲：COLDFEET                          | 5        | SONY 「Hi-MD Walkman」廣告曲 c/w「FAKE」「Carrot & Whip」                                                                                            |
| 14th | 2005年2月2日   | 櫻花紛飛時                                                            | 作詞：川江美奈子 作曲：川江美奈子 編曲：武部聡志                      | 5        | |
| 15th | 2005年6月8日   | 一個人                                                                | 作詞：Satomi 作曲：松本良喜 編曲：島健                                | 15       | Square Enix遊戲 「DRAG-ON DRAGOON2」主題曲 第3張專輯「MUSIC」中歌曲之再發單曲                                                                        |
| 16th | 2005年8月31日  | GLAMOROUS SKY 魅惑天空                                                | 作詞：AI YAZAWA 作曲：HYDE 編曲：HYDE/KAZ                             | 1        | NANA starring MIKA NAKASHIMA名義發行 電影《NANA》主題曲 單曲首次獲得ORICON冠軍（連續2週） c/w「MY MEDICINE」「BLOOD」「ISOLATION」                   |
| 17th | 2006年2月22日  | CRY NO MORE                                                           | 作詞：康珍化 作曲：Linsei 編曲：河野伸                                | 8        | MBS TBS動畫《BLOOD+》第2季片尾曲 Kanebo KATE廣告曲 c/w「BLACK & BLUE」                                                                               |
| 18th | 2006年6月7日   | ALL HANDS TOGETHER                                                    | 作詞：中島美嘉&SOUL OF SOUTH 作曲：Lori Fine(COLDFEET) 編曲：河野伸   | 8        | 為颶風受災地點－紐奧良募款的慈善單曲 c/w「WHAT A WONDERFUL WORLD」                                                                                   |
| 19th | 2006年7月26日  | MY SUGAR CAT                                                          | 作詞：中島美嘉 作曲：五島良子 編曲：森俊也                            | 14       | Kanebo KATE廣告曲 c/w「眷戀」 |
| 20th | 2006年11月29日 | 一色                                                                  | 作詞：矢澤愛 作曲：TAKURO 編曲：TAKURO、佐久間正英                    | 5        | NANA starring MIKA NAKASHIMA名義發行 電影《NANA 2》主題曲 c/w「EYES FOR THE MOON」                                                                   |
| 21st | 2007年2月21日  | 看不見的星星                                                          | 作詞：長瀬弘樹 作曲：長瀬弘樹 編曲：羽毛田丈史                        | 4        | 日本電視台連續劇《派遣女王》主題曲 c/w「I LOVE YOU」（翻唱自尾崎豊的作品）                                                                           |
| 22nd | 2007年3月14日  | 真實的自我                                                            | 作詞：Ryoji 作曲：Ryoji 編曲：YANAGIMAN                               | 18       | NTT DOCOMO春季廣告曲 c/w「FEVER」 |
| 23rd | 2007年8月22日  | LIFE                                                                  | 作詞：高柳恋・ヒロイズム 作曲：JUNKOO 編曲：COLDFEET                  | 3        | 富士電視台連續劇《Life》主題曲 Kanebo KATE廣告曲 c/w「IT'S TOO LATE」                                                                                |
| 24th | 2007年10月3日  | 永遠的詩                                                              | 作詞：宮沢和史 作曲：Sin 編曲：森俊也，STEPHEN McGREGOR               | 5        | 角川電影《South Bound》主題曲 c/w「YOU'D BE SO NICE TO COME HOME TO」                                                                                |
| 25th | 2008年3月12日  | SAKURA～櫻花霧海～                                                    | 作詞：MONA．長瀬弘樹 作曲：長瀬弘樹 編曲：河野伸                      | 12       | Panasonic DV廣告曲 c/w「conFusiOn」Kanebo KATE廣告曲                                                                                                 |
| 26th | 2008年7月23日  |                                                                       | 作詞：中島美嘉．Lori Fine 作曲：Lori Fine 編曲：COLDFEET              | 11       | 以「MICA 3 CHU」之名發行 Kanebo KATE廣告曲 c/w「SHUT UP」                                                                                            |
| 27th | 2008年11月12日 | ORION 獵戶座                                                          | 作詞：百田留衣 作曲：百田留衣 編曲：百田留衣，玉井健二                | 6        | TBS電視台連續劇《流星之絆》插曲 由戶田惠梨香演出PV c/w 「FOCUS」Canon DC廣告曲                                                                       |
| 28th | 2009年5月13日  | Over Load                                                             | 作詞：中島美嘉 作曲：森元康介 编曲：大川カズト                        | 8        | Lipton「LIMONE Re-Born」廣告曲 c/w 「No Answer」 |
| 29th | 2009年9月30日  | 蜜糖女孩                                                              | 作詞：宮崎步 作曲：HIPJOINT 编曲：ICEDOWN                             | 4        | 三萬張完全限定生產 c/w 「SMILEY」 |
| 30th | 2009年11月4日  | 流星                                                                  | 作詞：田中ユウスケ, クボケンジ 作曲：田中ユウスケ 编曲：田中ユウスケ  | 10       | ハウスメイト廣告曲 c/w 「Memory」～feat.DAISHIDANCE～                                                                                                |
| 31st | 2010年1月20日  | ALWAYS                                                                | 作詞：百田留衣 作曲：百田留衣 编曲：百田留衣                          | 3        | 電影「再見,總有一天」主題歌 c/w 「BABY BABY BABY」「SPIRAL」                                                                                         |
| 32nd | 2010年8月25日  | 最美好的自己                                                          | 作詞：杉山勝彦 作曲：杉山勝彦 编曲：杉山勝彦                          | 10       | TBS連續劇「自戀刑警」插曲 |
| 33rd | 2011年4月27日  | Dear                                                                  | 作詞：杉山勝彦 作曲：杉山勝彦 编曲：杉山勝彦                          | 8        | 電影「第八日的蟬」主題歌 c/w 「A MIRACLE FOR YOU (2011)」                                                                                            |
| 34th | 2011年9月14日  | 為愛癡狂                                                              | 作詞：中島美嘉 作曲：Nickii 编曲：根岸孝旨                            | 9        | 電影「アンフェア（unfair） the answer」主題歌 c/w 「You Knocked Me Out」                                                                             |
| 35th | 2012年9月19日  | 世界末日前                                                            | 作詞：杉山勝彦 作曲：杉山勝彦 编曲：河野伸                            | 9        | 電影「惡靈古堡5：天譴日」主題歌 c/w 「SUPER WOMAN」                                                                                                  |
| 36th | 2012年12月5日  | 初戀                                                                  | 作詞：三橋隆幸 作曲：三橋隆幸 编曲：Ryosuke"Dr.R"Sakai                | 14       | 電影「今天開始戀愛吧」主題歌 c/w 「記憶」 |
| 37th | 2013年5月22日  | 愛詞                                                                  | 作詞：中島みゆき 作曲：中島みゆき 编曲：瀬尾一三                      | 17       | MBS TBS動畫「宇宙戦艦ヤマト2199」片尾曲 c/w 「MISSING YOU」                                                                                          |
| 38th | 2013年8月28日  | 曾經我也想過一了百了                                                  | 作詞：秋田ひろむ 作曲：秋田ひろむ 编曲：出羽良彰                      | 17       | c/w 「Today」 |
| 39th | 2014年6月4日   | Fighter/Gift                                                          | 作詞：加藤米莉亞/中島美嘉 作曲：加藤米莉亞                            | 13       | 中島美嘉×加藤米莉亞名義發行 電影「蜘蛛人：驚奇再起2」主題曲 c/w「Fighter (Tachytelic World Cup Brazil 2014 Remix)」 世界盃足球賽官方合輯亞洲代表歌曲 |
| 40th | 2015年10月28日 | 花束                                                                  | 作詞：玉置浩二 作曲：玉置浩二 编曲：Tomi Yo                           | 30       | 富士電視台連續劇「成熟女子」主題曲 c/w 「愛之歌」 |
| 41st | 2016年11月2日  | 勿忘我                                                                | 作詞：百田留衣 作曲：百田留衣                                         | 33       | 電影「請與我的妻子結婚」主題曲 c/w 「高樓風游泳教室 feat. SALU」                                                                                     |
| 42nd | 2017年2月22日  | 戀愛                                                                  | 作詞：石渡淳治、中村泰輔 作曲：中村泰輔                               | 43       | DHC F1系列廣告歌 c/w 「Foolish」 |
| 43rd | 2017年10月25日 | A or B                                                                | 作詞：Jam Note 作曲：Jam Note                                         | 38       | 花王「Flair Fragrance」「在心中開花」篇廣告歌 c/w 「Happy Life」東京地下鐵「Find my Tokyo.」運動廣告歌                                               |
| 44th | 2018年3月7日   | KISS OF DEATH (Produced by HYDE)                                      | 作詞： HYDE 作曲： HYDE                                               | 17       | 東京都會電視台動畫「DARLING in the FRANXX」片頭曲 c/w 「GLAMOROUS SKY (Re:Present 2018)」                                                            |
| 44th | 2018年6月27日  | KISS OF DEATH (Produced by HYDE) DARLING in the FRANXX Deluxe Edition | 作詞： HYDE 作曲： HYDE                                               |          | 44th單曲豪華盤改版 |
| 45th | 2020年1月22日  | Innocent Rouge                                                        | 作詞：坂本真一 作曲：MIYAVI                                           | 43       | 中島美嘉主演的舞台劇《Innocent Musicale》的主題曲 |
| 46th | 2021年10月27日 |                                                                       | SYMPHONIA： 作詞、作曲：rionos ： 作詞：秋元康 作曲：デレク・ターナー | 28       | SYMPHONIA：電視動畫《宿命迴響》片尾曲及其遊戲主題曲 ：電視劇《漂流者》插入曲                                                                         |
| 47th | 2022年11月2日  | Wish                                                                  |                                                                       |          | |

### 原創專輯
| 順序 | 發行日期       | 專輯名稱       | 備註                        | 首周銷售量 | 總銷售量                   |
| ---- | -------------- | -------------- | --------------------------- | ---------- | -------------------------- |
| 1st  | 2002年8月28日  | TRUE 唯美生存  | ORICON首週NO.1 銷售突破百萬 | 451,230張  | 1,172,110張                |
| 2nd  | 2003年11月6日  | LØVE 愛無止境  | ORICON首週NO.1 銷售突破百萬 | 437,218張  | 1,410,921張 (2005/10/24付) |
| 3rd  | 2005年3月9日   | MUSIC 完美嘉音 | ORICON首週NO.1              | 231,521張  | 545,820張                  |
| NANA | 2006年12月13日 | THE END        | ORICON首週NO.2              |            |                            |
| 4th  | 2007年3月14日  | YES 愛的諾言   | ORICON首週NO.3              | 153,261張  | 296,175張 (2007/07/09付)   |
| 5th  | 2008年11月26日 | VOICE 美聲嘉音 | ORICON首週NO.1              | 155,502張  | 342,988張 (2009/06/29付)   |
| 6th  | 2010年10月27日 | STAR           | ORICON首週NO.3              | 92,962張   | 180,066張 (2011/05/23付)   |
| 7th  | 2013年1月30日  | REAL           | ORICON首週NO.1              | 49,098張   | 89,295張 (2013/05/27付)    |
| 8th  | 2017年3月22日  | TOUGH 為愛勇敢 | ORICON首週NO.8              | 9,773張    | 17,562張 (2017/5/15付)     |
| 9th  | 2020年10月7日  | JOKER          | ORICON首週NO.17             | 5,393張    | 張 (2020/付)               |
| 10th | 2022年5月4日   | I              |                             |            |                            |

### 迷你專輯
| 順序 | 發行日期      | 專輯名稱                    | 備註                            | 首周銷售量 |
| ---- | ------------- | --------------------------- | ------------------------------- | ---------- |
| 1st  | 2002年11月6日 | RESISTANCE 無懈可擊         | ORICON首週NO.1 20萬張完全限定版 | 132,150張  |
| 2nd  | 2004年9月15日 | 朧月夜～祈り 朦朧月夜～祈願 | 10萬張完全限定版 （台灣5000張） | 93,416張   |

### 精選輯
| 順序 | 發行日期      | 專輯名稱       | 備註                        | 首周銷售量 | 總銷售量                   |
| ---- | ------------- | -------------- | --------------------------- | ---------- | -------------------------- |
| 1st  | 2005年12月7日 | BEST 最嘉精選  | ORICON首週NO.1 銷售突破百萬 | 480,097張  | 1,206,502張 (2010/11/15付) |
| 2nd  | 2014年11月5日 | DEARS 昂首明日 | ORICON首週NO.5              | 30,372張   |                            |
| 2nd  | 2014年11月5日 | TEARS 留戀昨日 | ORICON首週NO.4              | 34,259張   |                            |
| 3rd  | 2019年1月29日 | BIBLE          | ORICON首週NO.6              |            |                            |
| 4th  | 2020年12月2日 | WITH           |                             |            |                            |

### 其他專輯
合輯
| 發行日期      | 專輯名稱                      | 備註                                                    |
| ------------- | ----------------------------- | ------------------------------------------------------- |
| 2009年3月4日  | Mika Nakashima NO MORE RULES. | CD+DVD五萬張限定生產盤(台灣3000張) 高音質藍光音樂CD製作 |
| 2015年3月4日  | RELAXIN' 詩情話逸             |                                                         |
| 2016年10月5日 | SONGBOOK 天邪鬼               |                                                         |

翻唱專輯
| 發行日期       | 專輯名稱                     | 備註 |
| -------------- | ---------------------------- | ---- |
| 2014年3月12日  | 最美的收藏 ～ALL MY COVERS～ |      |
| 2017年9月9日   | ROOTS ～Piano & Voice～      |      |
| 2018年11月9日  | PORTRAIT ～Piano & Voice～   |      |
| 2021年12月22日 | MESSAGE ～Piano & Voice～    |      |

現場專輯
| 發行日期      | 專輯名稱                               | 備註                                            |
| ------------- | -------------------------------------- | ----------------------------------------------- |
| 2016年1月27日 | OFFICIAL BOOTLEG LIVE at SHINJUKU LOFT | MIKA RANMARU名義發行 CD+原創T恤一萬張限定生產盤 |
| 2016年3月30日 | MTV Unplugged                          |                                                 |

致敬專輯
| 發行日期      | 專輯名稱               | 備註 |
| ------------- | ---------------------- | ---- |
| 2016年2月24日 | MIKA NAKASHIMA TRIBUTE |      |

### DVD
| 發行日期       | 作品名稱                                                                               | 備註                                                                  |
| -------------- | -------------------------------------------------------------------------------------- | --------------------------------------------------------------------- |
| 2002年3月27日  | FILM LOTUS                                                                             | 音樂錄影帶選輯                                                        |
| 2002年12月18日 | KISEKI the document of a star                                                          | 出道記錄片                                                            |
| 2003年3月5日   | FILM LOTUS II                                                                          | 第二張音樂錄影帶選輯                                                  |
| 2003年5月2日   | The First Tour 2003 Live & Document                                                    |                                                                       |
| 2003年12月3日  | FILM LOTUS III                                                                         | 第三張音樂錄影帶選輯                                                  |
| 2004年8月25日  | MIKA NAKASHIMA concert tour 2004 "LØVE" FINAL                                          |                                                                       |
| 2005年3月24日  | FILM LOTUS IV                                                                          | 第四張音樂錄影帶選輯 UMD Video同時發行                                |
| 2005年11月9日  | MIKA NAKASHIMA LET'S MUSIC TOUR 2005                                                   | 以High-Vision製作，UMD Video同時發行 藍光光碟(BD)於2006年11月22日發行 |
| 2005年12月28日 | BEST 最嘉精選                                                                          | 精選音樂錄影帶選輯                                                    |
| 2006年3月3日   | NANA （SPECIAL EDITION／STANDARD EDITION）                                             | 主演電影                                                              |
| 2006年9月6日   | FILM LOTUS V ～SOUTHERN COMFORT 2006～                                                 | 第五張音樂錄影帶選輯+紐奧良到訪實況                                   |
| 2007年6月22日  | NANA 2 （SPECIAL EDITION／STANDARD EDITION）                                           | 主演電影                                                              |
| 2007年8月22日  | FILM LOTUS Ⅵ                                                                           | 第六張音樂錄影帶選輯                                                  |
| 2007年11月7日  | MIKA NAKASHIMA CONCERT TOUR 2007 YES MY JOY                                            | 藍光光碟(BD)於2007年12月5日發行                                       |
| 2009年3月25日  | FILM LOTUS Ⅶ                                                                           | 第七張音樂錄影帶選集                                                  |
| 2009年12月2日  | MIKA NAKASHIMA CONCERT TOUR 2009 TRUST OUR VOICE                                       | 雙DVD發行 藍光光碟(BD)於2010年8月25日發行                             |
| 2012年1月11日  | FILM LOTUS Ⅷ                                                                           | 第八張音樂錄影帶選集                                                  |
| 2012年2月29日  | MIKA NAKASHIMA CONCERT TOUR 2011 THE ONLY STAR                                         | 雙DVD發行 藍光光碟(BD)於2012年3月28日發行                             |
| 2012年3月28日  | GREATEST LOTUS                                                                         | 雙DVD發行 精選音樂錄影帶選輯                                          |
| 2013年11月27日 | MIKA NAKASHIMA LIVE IS "REAL" 2013 〜THE LETTER 好想告訴你〜                           | 雙DVD、藍光光碟(BD)同日發行                                           |
| 2015年9月30日  | MIKA NAKASHIMA CONCERT TOUR 2015 “THE BEST” DEARS & TEARS                              | 藍光光碟(BD)同日發行                                                  |
| 2016年6月29日  | FILM LOTUS Ⅸ                                                                           | 第九張音樂錄影帶選集 藍光光碟(BD)同日發行                             |
| 2018年4月18日  | MIKA NAKASHIMA GREATEST LIVE ～LIVE BEST SELECTION 2003～2017                          |                                                                       |
| 2020年3月25日  | MIKA NAKASHIMA PREMIUM LIVE TOUR 2019 IN OSAKA                                         |                                                                       |
| 2020年12月23日 | GREATEST LIVE ～LIVE BEST SELECTION 2003～2017～ [SING for ONE ～Best Live Selection～ |                                                                       |

### 電視劇
| 劇名                 | 首播期間                  | 電視台     | 備註      |
| -------------------- | ------------------------- | ---------- | --------- |
| 新宿傷痕戀歌         | 2001年9月 - 12月          | 關西電視台 |           |
| 私家偵探濱麥克       | 2002年7月 - 9月           | 讀賣電視台 |           |
| 生放送はとまらない！ | 2003年10月10日            | 朝日電視台 | 紀念SP    |
| 流星之絆             | 2008年10月17日 - 12月19日 | TBS電視台  |           |
| 自戀刑警             | 2010年7月 - 9月           | TBS電視台  |           |
| 表參道高校合唱部！   | 2015年9月11日             | TBS電視台  | 客串第8集 |
| 時效警察 第3季       | 2019年11月8日             | 朝日電視台 | 客串第4集 |
| FOLLOWERS 華麗追隨   | 2020年2月27日             | NETFLIX    |           |

### 電影
| 片名              | 上映時間   | 角色                                              |
| ----------------- | ---------- | ------------------------------------------------- |
| 偶遇極惡少年      | 2003年9月  | 佐佐木由美                                        |
| NANA              | 2005年9月  | 大崎娜娜                                          |
| NANA 2            | 2006年12月 | 大崎娜娜                                          |
| 惡靈古堡IV:陰陽界 | 2010年9月  | J Pop Girl (日本第一感染者) - 片頭開始2分鐘內出場 |
| 惡靈古堡V:天譴日  | 2012年9月  | J Pop Girl (日本第一感染者)                       |
| 三分之一:逆轉賭局 | 2014年4月  | 麻里亞                                            |

## 廣告代言
| 廠商       | 產品 |
| ---------- | --- |
| 日立製作所 | 「DVD-RAM (大変な引越し編) 1999年」- 模特兒時期演出                                                            |
| Kanebo     | 「KATE」化妝品                                                                                                 |
| 明治製菓   | 「Boda」／「Galbo」／「Fran」巧克力                                                                            |
| ROHTO製藥  | 「Zi:φ」眼藥水                                                                                                 |
| Coca-Cola  | 「爽健美茶」                                                                                                   |
| SONY       | 「Hi-MDWalkman」MD隨身聽                                                                                       |
| Kodak      | 「MAX Beauty」軟片                                                                                             |
| 任天堂     | Game Boy Advance遊戲軟體「Magical Vacation」                                                                   |
| 小學館     | 「PS」雜誌 |
| G-CAP      | 「ほっとけない 世界のまずしさ」公益廣告                                                                        |
| sunTORY    | 「Freixenet」葡萄酒                                                                                            |
| I.T集團    | 服飾品牌「http://www.izzue.com」（页面存档备份，存于） SPRING 2006代言人 （日本未引進代理 故此廣告日本無宣傳） |
| Lipton     | 「LIMONE Re-Born」檸檬紅茶                                                                                     |
| CASIO      | 「SHEEN」系列手錶                                                                                              |

## 書籍
| 書名               | 發行日期      | 出版社       |
| ------------------ | ------------- | ------------ |
| Dio Mika Nakashima | 2003年2月5日  | ワニブックス |
| Love fills all     | 2004年7月22日 | ワニブックス |
| 中島美嘉寫真童話集 | 2007年6月26日 | ワニブックス |

## 外部連結
- （日語）中島美嘉官方網站（页面存档备份，存于）
- （日語）中島美嘉官方Fan Club 「Lotus」（页面存档备份，存于）
- （日語）Sony Music Online （Japan）（页面存档备份，存于）
- （日語）中島美嘉的官方Facebook （页面存档备份，存于）
- 中島美嘉official YouTube channel （页面存档备份，存于）
- （日語）中島美嘉的Instagram帳戶
- （简体中文）中岛美嘉的哔哩哔哩账号 （页面存档备份，存于）